# Marion Aye
Marion Aye (ur. 5 kwietnia 1903, zm. 21 lipca 1951) – amerykańska aktorka filmowa, której kariera rozpoczęła się w czasach kina niemego.